# Cryptamorpha lata
Cryptamorpha lata là một loài bọ cánh cứng thuộc họ Silvanidae. Loài này được Oke miêu tả khoa học năm 1925.